# 宰采韋 (斯維特洛達爾斯克市鎮)

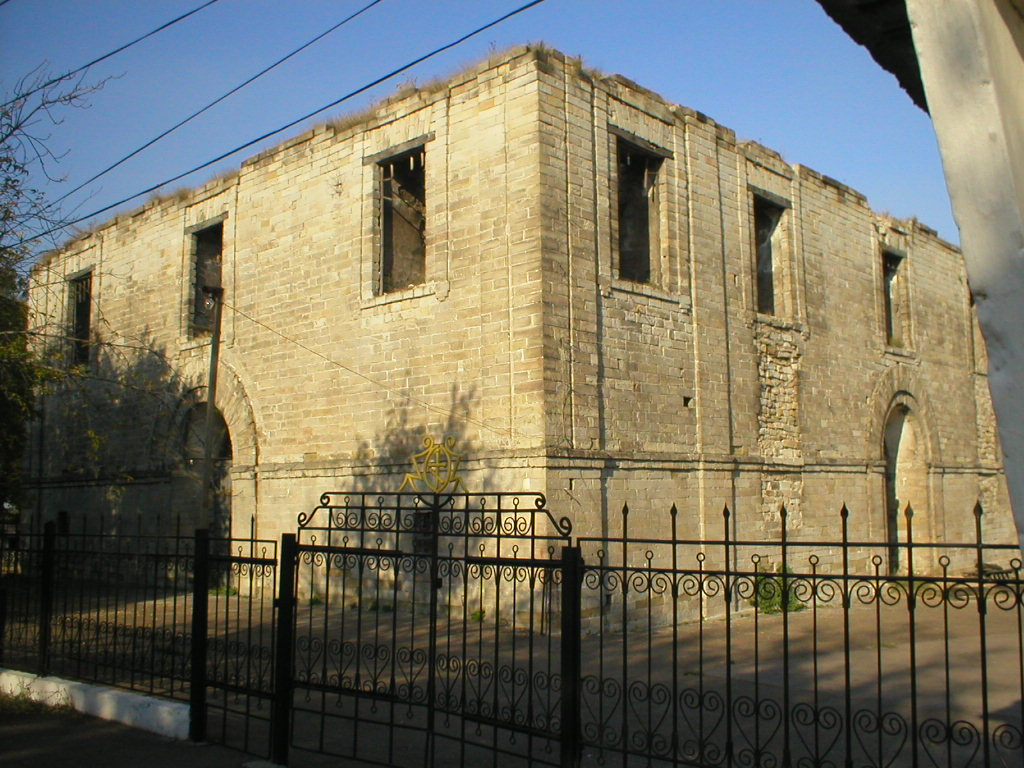
教堂遗迹

宰采韋（羅馬化：Zaitseve）是烏克蘭東部頓涅茨克州巴赫穆特区斯维特洛达尔斯克市镇内的鎮。分別距離頓涅茨克64公里和霍尔利夫卡23公里，海拔高度129米，2013年人口3,459。2022年10月6日，俄罗斯军队占领宰采韦。